# Куштепинский район
Куштепинский район (тума́н; узб. Qoʻshtepa tumani / Қўштепа тумани) — район в Ферганской области Узбекистана. Административный центр — село Лангар.

## История
Район был образован в 1930-х годах под названием Маргеланский район. В 1938 году вошёл в состав Ферганской области. В 1943 году переименован в Ахунбабаевский район. В 2010 году переименован в Куштепинский район.

## Административно-территориальное деление
По состоянию на 1 января 2011 года, в состав района входят:
- 14 городских посёлков

1. Болтакул,
2. Гиштман,
3. Дўрмон
4. Дўстлик
5. Каражийда,
6. Каракалтак,
7. Катта Бешкапа,
8. Кизиларик,
9. Куйи Октепа,
10. Кумтепа,
11. Саримазар,
12. Хотинарык,
13. Шахартепа,
14. Эшонгузар,
15. Янгиарык.

- 15 сельских сходов граждан

1. Байналминал,
2. Балтакуль,
3. Гиштман,
4. Дўрмон
5. Дўстлик
6. Каракушчи,
7. Кумтепа,
8. Лайсан,
9. Лангар,
10. Пахтакор,
11. Салиджанабад,
12. Саримазар,
13. Укчи,
14. Халкабад,
15. Шахартепа,
16. Юлдашабад.